# Mario Morricone
Mario Morricone (Roma, 3 de enero de 1903-ibidem, 24 de junio de 1974) fue un músico italiano, intérprete de trompeta y padre del famoso compositor de bandas sonoras Ennio Morricone.

## Biografía
Mario Morricone nació el 3 de enero de 1903 en la ciudad de Roma. Fue hijo de Luigi Morricone y Clementina Mortale. Su esposa fue Libera Ridolfi. Con ella, se estableció en el barrio del Trastévere de la capital italiana, formando una familia de clase media junto a sus hijos Ennio, Adriana, Aldo, María y Franca. Mario era trompetista profesional de jazz en orquestas de música ligera, y al ver el talento musical de Ennio, fue quien lo inscribió en el Conservatorio Santa Cecilia, donde el niño pudo aprender composición, armonía, dirección y trompeta.
Luego, Mario, primer trompetista en la orquesta de Alberto Flamini, que tocaba profesionalmente en Roma para las tropas estadounidenses que permanecían en Italia después de la Segunda Guerra Mundial, fue apoyado por el propio Ennio en los escenarios cuando el director Flamini seleccionó al pequeño como segundo trompetista.